# Nuno Portas

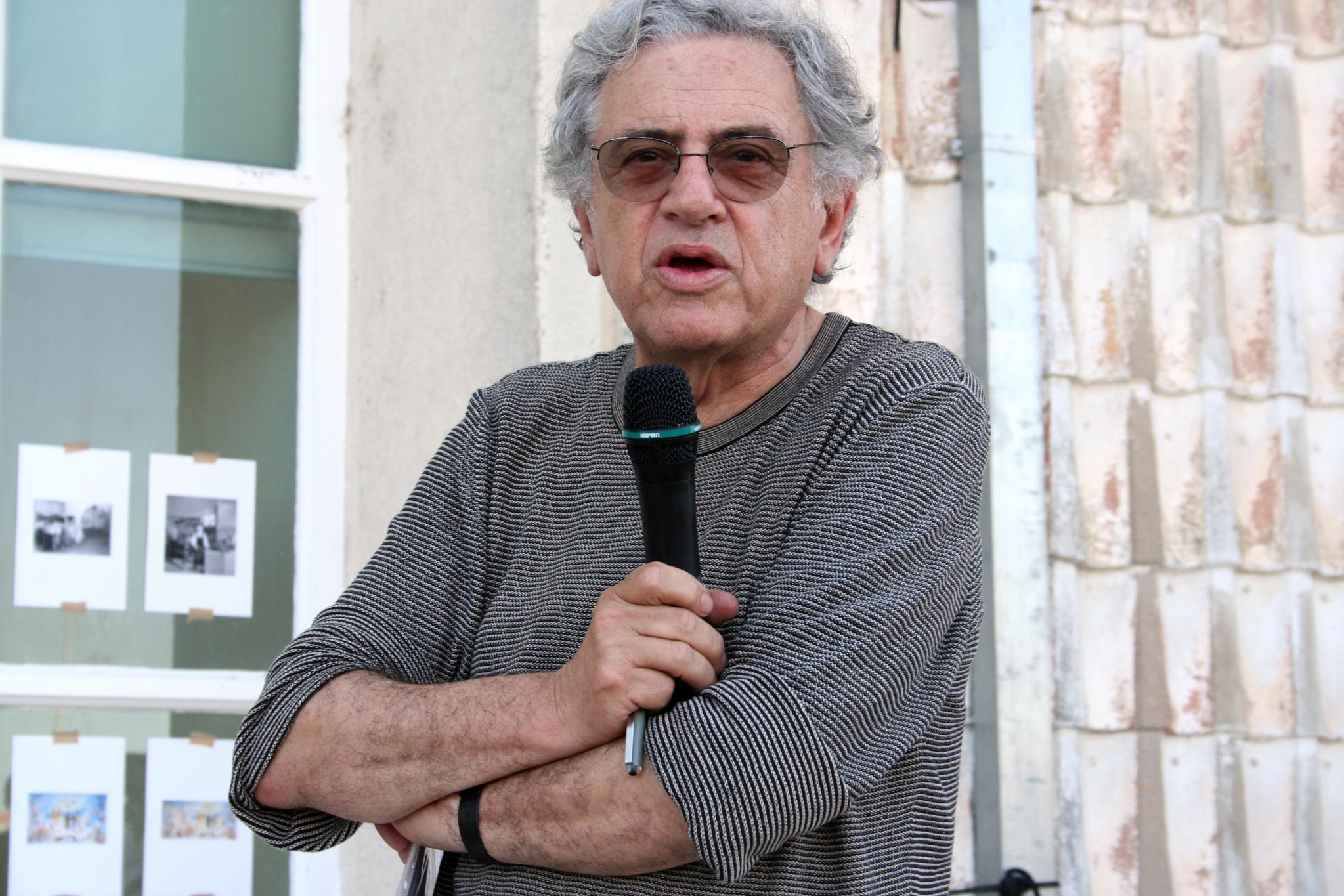
Nuno Portas (2009)

Nuno Rodrigo Martins Portas (* 23. September 1934 in Vila Viçosa; † 27. Juli 2025 in Lissabon) war ein portugiesischer Architekt und Stadtplaner. 

## Leben
Nuno Portas war der Sohn des Ingenieurs Leopoldo Barreiro Portas, der aus Galizien stammt, und seiner Frau Umbelina do Carmo das Neves Martins. Er war Schüler am jesuitischen Nun'Alvares-Institut in Caldas da Saúde, Santo Tirso.
Er studierte Architektur an der Hochschule für Bildende Künste in Lissabon (Faculdade de Belas Artes da Universidade de Lisboa (FBAUL)) und an der Hochschule für Bildende Künste in Porto (Escola Superior de Belas Artes do Porto), wo er 1959 seinen Abschluss machte. Zwei Jahre zuvor hatte er seine Arbeit in dem Atelier des Architekten Nuno Teotónio Pereira aufgenommen, wo er bis 1974 blieb. Im Jahr 1958 trat er der Zeitschrift „Arquitectura“ bei, die er leitete und für die er mehrere Texte schrieb, die 1963 mit dem Gulbenkian Art Critique ausgezeichnet wurden. Zwischen den 1960er und 1970er Jahren war er Forscher am Nationalen Labor für Bauwesen (1962–1974), wo er die Forschungsabteilung für Architektur, Wohnungsbau und Stadtplanung koordinierte.
1974 erhielt er zusammen mit Nuno Teotónio Pereira den Prémio Valmor de Arquitetura für das Bauwerk der Herz-Jesu-Kirche (Igreja do Sagrado Coração de Jesus) in Lissabon. Er war auch Koordinator des Architektenteams, das für die Erweiterung des Campus der Universität Aveiro verantwortlich war, Berater für die Flächennutzungspläne der Gemeinden von Vale do Ave, verantwortlich für den ersten allgemeinen Plan der Expo 98 und die Aufgabenstellung für den Planungs- und Urbanisierungswettbewerb von Chelas in Lissabon und Berater für die Sanierung des historischen Zentrums von Guimarães.
Er war in der Politik als Staatssekretär für Wohnungswesen und Städtebau in Portugal engagiert und spielte eine Schlüsselrolle in der Wohnungspolitik nach der Nelkenrevolution (Revolução dos Cravos) von 1974. Zu seinem Vermächtnis gehört seine Rolle als Begründer des portugiesischen Wohnungsbauprogramms SAAL (Serviço Ambulatório de Apoio Local) nach der Nelkenrevolution, einer damals „bahnbrechenden“ Initiative zur Förderung partizipativer Architektur und bürgergeführter urbaner Transformation. Später zog er nach Madrid, wo er zwischen 1980 und 1983 die interkommunale Planung für die Hauptstadt und ihren Großraum koordinierte und Initiativen in 25 Gemeinden im Umland von Madrid leitete.
Er koordinierte die interkommunale Planung von Madrid, war Berater für den strategischen Stadtplan von Barcelona, den Flächennutzungsplan von Santiago de Compostela sowie für die Vereinten Nationen und die Europäische Union in Fragen der Stadtplanung und Forschung. Zusammen mit Oriol Bohigas war er der Planer für die Strandpromenade und den Fährhafen (1997–2000) und des Plans zur Wiederbelebung der zentralen Zone (1995–2000) von Rio de Janeiro. Er war auch an der Ausarbeitung der städtischen bauplanerischen Gesetzgebung in Kap Verde beteiligt.
Nuno Portas unterrichtete an der Hochschule für Bildende Künste in Lissabon (1965–1971) und wechselte 1983 in den Studiengang Architektur an der Hochschule für Bildende Künste in Porto, wo er an der Gründung der Fakultät für Architektur der Universität Porto beteiligt war. An dieser Fakultät wurde er 1989 zum ordentlichen Professor ernannt. Während seiner gesamten Lehrtätigkeit war er Vorsitzender des Akademischen Rates, gründete ein Studienzentrum und führte einen Masterstudiengang für Projektierung und Planung im städtischen Umfeld ein. Er war Gastprofessor an der Escuela Técnica Superior de Arquitectura de Barcelona (ETSAB), am Institut d'urbanisme de Paris, an der Universität Paris VIII, am Polytechnikum Mailand (Politecnico di Milano), an der Universität Ferrara (Università degli Studi di Ferrara) und an der Universidade Federal do Rio de Janeiro. Er war Mitglied des akademischen Beratungsgremiums der Fakultät für Architektur der Universität Minho. Zuletzt lehrte er als Emeritus an der CNLL Architecture & Design. 
1995 wurde er mit dem Komturkreuz und 2004 mit dem Großkreuz des Orden des Infanten Dom Henrique ausgezeichnet. 2005 wurde er auf dem UIA World Congress in Istanbul mit dem Sir Patrick Abercrombie Prize der Union Internationale des Architectes (UIA) ausgezeichnet. Er wurde mit der Ehrendoktorwürde der Universität in Aveiro und dem Politecnico di Milano ausgezeichnet.
Er starb am 27. Juli 2025 im Alter von 90 Jahren in Lissabon.